# لويس ميستاللو
لويس ميستاللو (بالإنجليزية: Louis Mustillo) هو كاتب مسرحي وممثل أمريكي، ولد في 28 مايو 1958 في الولايات المتحدة.

## أعمال

### أفلام
- (1996)  بلودلاين
- (1997) صانع السلام[4]
- (1999) دودلي إفعل الصح
- (2005) اثنان من أجل المال[5]
- (2006) بوبي[6]
- (2012) من أجل المال[7]

### مسلسلات
- بيفرلي هيلز 90210

## وصلات خارجية
- لويس ميستاللو على موقع IMDb (الإنجليزية)
- لويس ميستاللو على موقع ألو سيني (الفرنسية)
- لويس ميستاللو على موقع أول موفي (الإنجليزية)
- لويس ميستاللو على موقع قاعدة بيانات الأفلام السويدية (السويدية)
- لويس ميستاللو على موقع قاعدة بيانات الفيلم (الإنجليزية)
- لويس ميستاللو على موقع كينوبويسك (الروسية)